# Joe Arridy
Joe Arridy [dʒoʊ ˈærɪdi], bijgenaamd: The Happiest Man on Death Row (De gelukkigste man in de dodencel) (Pueblo, 29 april 1915 — Cañon City, 6 januari 1939) was een Syrisch-Amerikaans terdoodveroordeelde die onterecht is veroordeeld en geëxecuteerd voor de moord en de verkrachting van de vijftienjarige Dorothy Drain in Pueblo, Colorado. Een misdaad die hij niet heeft kunnen begaan omdat hij fysiek niet aanwezig was en vanwege zijn ernstig beperkte mentale retardatie waardoor hij de geestelijke vermogens had van een kind van 6 jaar oud. Hij werd door de sheriff gemanipuleerd om de misdaden te bekennen, omdat er vanuit de gemeenschap grote woede heerste en het verlangen naar een dader erg groot was. 72 jaar na zijn executie werd Arridy op 7 januari 2011 onvoorwaardelijk postuum gepardonneerd door Bill Ritter Jr., de toenmalig gouverneur van de Amerikaanse staat Colorado.

## Biografie

### Jeugd
Arridy werd geboren op 29 april 1915 als de oudste zoon van Henry (1885-1937) en Mary Arridy (1889-1960), Syrische immigranten die in 1909 naar de Verenigde Staten zijn geëmigreerd. Henry Arridy werkte als een malmaker voor het staalbedrijf Colorado Fuel and Iron Company (CF&I) in Pueblo. Op zijn vijfde was Arridy nog steeds niet in staat om te praten. Ondanks zijn aandoening ging hij 1921 naar de basisschool in het stadsdeel Bessemer in Pueblo, alwaar hij met veel moeilijkheden één schooljaar lessen volgde maar nauwelijks vooruitgang boekte. Hierna kregen zijn ouders het advies om hem maar thuis te houden. De ontwikkelingsstoornis van Arridy maakte leren in een schoolse omgeving zo goed als onmogelijk. Het ontbrak de familie aan financiële middelen om hem thuis privaatonderwijs te laten volgen. In 1923 en 1924 werden Arridy's respectievelijke broertje George en zusje Amelia geboren. Veelal waren zijn dagen gevuld met weinig sociale prikkels, waarbij hij vooral rondhing in de buurt van zijn ouderlijk huis, waarbij hij frequent werd gepest door de kinderen in de buurt. Zijn vader was inmiddels niet meer werkzaam voor het staalbedrijf maar was actief als alcoholsmokkelaar ten gevolge van de drooglegging per 17 januari 1920. In 1925 bepaalt de arrondissementsrechtbank te Pueblo, op verzoek van vader Henry, dat Arridy moet worden opgenomen in de Colorado Staatstehuis en -school voor Psychisch Gestoorden (Engels: Colorado State Home and Training School for Mental Defectives) in Grand Junction, in de praktijk een kostschool en psychiatrische kliniek voor geesteszieken en laagbegaafden. Op 10-jarige leeftijd toont een IQ-test, uitgevoerd door de instelling, aan dat Arridy een IQ heeft van 46, wat overeenkomt met de mentale ontwikkeling van een 6-jarige. Hij werd geregistreerd als: een imbeciel. Hij werd beschreven als: passief; een volger; en welwillend om mensen te behagen. Hij kon nauwelijks lezen of schrijven, noch onderscheid maken tussen: getallen, geometrische vormen en kleuren. Na negen maanden krijgt vader Henry spijt van zijn verzoek en doet succesvol een verzoek tot het vrijlaten van zijn zoon. Terug in Pueblo, hing Arridy weer voornamelijk alleen rond in de buurt zonder enige vorm van toezicht.

### Terugkeer naar de psychiatrische instelling
In September 1929, Arridy was 14 jaar oud, werd hij door een groepje oudere jongens gedwongen tot het uitvoeren van seksuele handelingen bij hen en bij zichzelf. Een reclasseringsambtenaar die hen toevallig betrapte, redde Arridy uit zijn benarde situatie. Deze schreef vervolgens een brief aan de hoofdbehandelaar van de instelling alwaar hij eerder had verbleven. Hierin bepleitte hij de terugkeer van Arridy naar de instelling vanwege onacceptabel seksueel gedrag.
| Hij is een van de ergste mentaal gestoorden die ik ooit heb gezien. Ik heb hem deze ochtend opgepakt voor het toelaten van de akeligste en vieste dingen waarvan ik ooit heb gehoord … De jongen MOET terug. De mensen in de buurt zijn misnoegd daar zij bang zijn voor de jongen en vinden dat hij nooit vrij had mogen komen… — Vertaalde passage uit de brief van de onbekende reclasseringsambtenaar |

Arridy werd teruggebracht naar de instelling, naar een speciale afdeling voor seksueel afwijkenden, alwaar het personeel perverse activiteiten dienden te stoppen, in het bijzonder: masturbatie. Gedurende zijn verblijf op deze afdeling is er geen enkele activiteit of interesse genoteerd vanuit Arridy met betrekking tot seksuele handelingen.
Naast de instelling, liep een spoor van de Union Pacific Railroad, soms ontsnapten bewoners middels passerende treinen. Op 9 augustus 1936 hopten Arridy samen met drie anderen in een vrachtwagon van een trein op weg naar Pueblo en later met een andere trein weer terug naar Grand Junction. Op 13 augustus keerden de drie terug naar de instelling. Arridy echter niet, het is onbekend alwaar hij heeft verbleven de daarop volgende zeven dagen. Maar op 20 augustus 1936 liep hij rond op de spoorwerf van Cheyenne in Wyoming, 391 kilometer ten noordoosten van de kliniek in Grand Junction. Aldaar trof hij het echtpaar Gibson, die een restauratierijtuig runden, Arridy kreeg voedsel als hij de afwas deed. Zes dagen verbleef hij met het echtpaar in het rijtuig. Hierna zou de trein verder naar het oosten reizen en Arridy kon niet mee daar hij geen officiële werknemer was. Het echtpaar bracht hem op 26 augustus terug naar de spoorwerf in Cheyenne. Niet veel later zou hij daar worden gearresteerd door de spoorwegpolitie en gebracht naar sheriff George J. Carroll van Laramie County.

### Moorden, verkrachting en woede
Een week voordat Arridy de kliniek ontvluchtte in Grand Junction, was er een inbraak en een moord gepleegd in Pueblo. Op 2 augustus 1936 is er ingebroken in het huis van mevrouw R.O. McMurtree (55) en dier tante Sally Crumpley (72), terwijl zij lagen te slapen. De twee werden aangevallen met hamers en Sally Crumpley is hierdoor om het leven gekomen. Dertien dagen later op 15 augustus, slechts drie woonblokken verder, werden de vijftienjarige Dorothy Drain en de twaalfjarige Barbara Drain op een gelijksoortige manier aangevallen, terwijl de ouders een dansavond voor het goede doel bijwoonden. De indringer is het huis binnengedrongen, heeft beiden aangevallen met een bijl, waarna hij het lichaam van Dorothy verkrachtte; Barabara heeft de aanval overleefd maar bleef voor enige tijd in coma. De verontwaardiging en de woede onder de bevolking was erg groot. De politie geloofde dat de misdaden aan elkaar waren gelinkt omdat de modus operandi identiek was. Een beloning van $1000 werd uitgeloofd aan de persoon die de dader kon uitleveren. De autoriteiten en de politie namen de twee zaken hoog op en zetten alles op alles om de dader te vinden. Bekende zedendelinquenten uit heel het zuidwesten werden opgepakt en ondervraagd.

### Valse beschuldiging

#### Verdenking
Arridy, die afkomstig was uit Pueblo, die een psychiatrisch kliniek was ontvlucht en die ogenschijnlijk een strafblad had voor pervers seksueel gedrag had de schijn tegen. De Laramie County sheriff George J. Carroll, in Cheyenne, die Arridy in bewaring had, nadat hij was opgepakt op de spoorwerf, ondervroeg hem en na slechts anderhalf uur belde hij hoofdcommissaris J. Arthur Grady in Pueblo. Deze was verbaasd daar inmiddels een man genaamd: Frank Aguilar was gearresteerd op 18 augustus 1936 voor deze misdaden maar die alles ontkende. Aguilar was een 35-jarige Mexicaan die in dienst is geweest bij Riley Drain, de vader van de Drain-zusters. Aguilar was verdachte omdat hij zich verdacht had gedragen. Bij het doorzoeken van zijn huis werd een bijl gevonden met hierin bramen die volgens de lijkschouwer overeenkwamen met de wonden in Dorothy Drains hoofd. Hoofdcommissaris Grady had bewijs, maar geen bekentenis en sheriff Carroll had een bekentenis maar geen bewijs. Carroll overtuigde hoofdcommissaris Grady dat Arridy de man was die hij zocht.

#### Mediazucht van sheriff George J. Carroll
Hoofdcommissaris Grady wilde de op hand zijnde arrestatie nog niet wereldkundig maken voordat hij meer zekerheid over de zaak. Sheriff Carroll daarentegen, die populair was onder de bevolking en bekend stond om zijn kordate wijze van werken, stapte direct naar de pers toen hij een 'goed' verhaal had en verklaarde dat hij een bekentenis had voor de Drain-zaak. Dit gebeurde zelfs al voordat Arridy formeel was overgedragen aan de politie van Pueblo. Carroll gaf een uitgebreid interview aan de krant The Pueblo Chieftain. Hij vertelde de krant dat Arridy de misdaad gewoon uit 'snoodheid' had begaan en gaf de krant valse details over de misdaad. Later heeft hij deze fouten gecorrigeerd maar is hier nooit op aangesproken of berispt. Carroll gaf later ook nog een gedetailleerd verslag over zijn ondervraging van Arridy, hoe hij hem tot een bekentenis had gekregen en dat Arridy alleen maar over vrouwen sprak. Carroll heeft overduidelijk veel van zijn verhalen verzonnen, maar het is niet bekend hoeveel exact. Er is nooit enige documentatie bijgehouden met betrekking tot de ondervraging van Arridy.

#### Frank Aguilars proces

##### Verdacht en bekentenis
Zowel Frank Aguilar als Arridy werden beiden verantwoordelijk gehouden voor de moorden en de verkrachting. Sheriff George J. Carroll en hoofdcommissaris Grady waren overtuigd van hun beider schuld. Arridy die erg beïnvloedbaar was en immer wilde behagen, had een volledige bekentenis afgelegd. Waaronder de inbraak in het huis van Sally Crumpley en de moord op haar. Twee misdaden die hij onmogelijk heeft kunnen uitvoeren omdat hij toen nog in de psychiatrische kliniek verbleef. Tijdens het verhoor, uitgevoerd door George J. Carroll, is zeer waarschijnlijk de naam van Frank Aguilar voorbij gekomen. Toen Arridy vervolgens Aguilar ontmoette in het kantoor van hoofdcommissaris Grady, riep hij luid, "Dat is Frank!" Algemeen wordt aangenomen dat Franks naam in Arridy's hoofd is geplant om later de naam uit te roepen. Frank Aguilar, de ware dader, brak op 2 september 1936, 15 dagen na zijn arrestatie, en bekende de misdaad. Hierin betrok hij graag Arridy in zijn plot, waarschijnlijk in de hoop op strafvermindering. Aguilars bekentenis werd wel opgetekend door een rechtbankverslaggever, opmerkelijk is dat Aguilar louter Arridy verwerkte in het verhaal wanneer de aanklager expliciet middels sturende vragen vroeg naar Arridy's aandeel in de misdaad. "Toen viel Joe het oudere meisje aan, nietwaar?" waarop Anguilar enkel "Ja" antwoordde. Zij zouden, aldus Aguilar, elkaar bij toeval hebben ontmoet en hij was erachter gekomen dat Joe seksueel afwijkend was en dat hij instemde met het uitvoeren van de misdaad. Aguilar verklaarde aan de politie dat ze na het begaan van de misdaad uit elkaar zijn gegaan en elkaar daarna niet meer hadden gezien.

##### Rechtszaak en veroordeling
Op 15 december 1936, vier maanden na de moord op Dorothy Drain, werd Aguilar naar de rechtbank om terecht te staan voor de verkrachting, aanval en moord op Barbara en Dorothy Drain. Hij was ook aangeklaagd voor de aanval en de moord op mevrouw R.O. McMurtree en Sally Crumpley. Barbara Drain, Dorothy's jongere zuster, inmiddels volledig hersteld, getuigde tegen Aguilar en wees hem aan als de dader. Aguilar heeft aan zijn advocaat opgebiecht dat hij inderdaad de moorden heeft gepleegd. Deze heeft nog een verzoek ingediend om Aguilar krankzinnig te laten verklaren, maar dat verzoek werd afgewezen. De jury achtte Aguilar schuldig, de rechter legde hem de doodstraf op, middels vergassing. Gedurende de zitting werd met geen woord gesproken over Arridy en ook Barbara Drain sprak niet over een tweede dader. Aguilar is geëxecuteerd op 16 oktober 1937. Dezelfde dag ontvingen sheriff Caroll en de twee spoorwegbeambten, die Arridy hadden uitgeleverd, een beloning van $1000 dollar voor het oplossen van de zaak.

#### Joe Arridy's proces

##### Toerekeningsvatbaarheidsproces
Arridy kreeg een advocaat, C. Fred Bernard, toegewezen door de rechtbank. Bernard pleitte aanvankelijk voor de onschuld van Arridy maar veranderde later van tactiek door te pleiten voor onschuldig vanwege krankzinnigheid. De wet van Colorado vereiste dat bij deze claim een apart proces zou worden gehouden om Arridy's toerekeningsvatbaarheid te bepalen en of hij zelfs zou kunnen worden vervolgd voor moord. Het proces begon in februari 1937. Op verzoek van de aanklager D.A. Taylor werd Arridy onderzocht door drie staatspsychiaters, deze kwamen gedrieën met de conclusie "Arridy is incapabel om onderscheid te maken tussen goed en kwaad, en hierdoor niet in staat om een daad te verrichten met criminele intentie". Hun bevindingen kwamen overeen met de juridische definitie van krankzinnigheid. Alle drie de psychiaters werden verhoord en vertelden de rechtbank hoe zij tot hun conclusie waren gekomen.
Het interessantste deel van het proces was het moment waarop Arridy zelf werd verhoord. Zijn advocaat Bernard stelde Arridy tweeëntwintig eenvoudige vragen om zo aan te tonen dat Arridy anders dacht dan anderen. Een aantal van de vragen:
| Vertaald verhoor van Arridy door zijn advocaat Bernard | Vertaald verhoor van Arridy door zijn advocaat Bernard |
| ------------------------------------------------------ | ------------------------------------------------------ |
| Bernard:                                               | "Weet je wat een eed is?"                              |
| Arridy:                                                | "Nee."                                                 |
| Bernard:                                               | "Wie is Franklin Roosevelt?"                           |
| Arridy:                                                | (Antwoordt niet)                                       |
| Bernard:                                               | "Weet je waar dit verhoor over gaat?"                  |
| Arridy:                                                | "Nee."                                                 |
| Bernard:                                               | "Kun je schrijven?"                                    |
| Arridy:                                                | "Zeker."                                               |
| Bernard:                                               | "Kun je iets anders schrijven behalve je naam?"        |
| Arridy:                                                | "Nee."                                                 |

Na het verhoor van Arridy werd sheriff George J. Carroll opgeroepen en hij getuigde dat vanuit zijn ervaring met criminelen hij kon zeggen dat Arridy wel degelijk goed en kwaad van elkaar kon onderscheiden. De jury bepaalde dat Arridy niet krankzinnig was en daarom kon worden vervolgd voor moord.

##### Moordproces

###### Vals bewijs
Het moordproces begon op 12 april 1937. De aanklagers D.A. Taylor en Ralph J. Neary hadden een getuige gevonden. Saul Kahn, een lommerd uit Pueblo die aan Joe een goedkoop pistool zou hebben verkocht. Er waren een aantal zaken die niet klopten in de verklaring van Kahn. Hij sprak over Joseph Arridy niet over Joe Arridy. 'Joe' was geen afkorting van 'Joseph', Joe Arridy was de volledige naam van Arridy die hij had gekregen bij zijn geboorte. Tevens had Arridy nooit geld en kon hij niet eens tellen. Dit had vragen op moeten werpen. Daar bovenop is er nooit een pistool teruggevonden. Aanklager Neary had als enig fysiek bewijs een enkele donkere haar die zou zijn gevonden op de plaats delict. Toxicoloog Frances McConnell die de haar had onderzocht, claimde dat slechts twee op 500 mensen haren hebben die hetzelfde eruitzien onder de microscoop. Tevens stelde hij dat de eigenaar van Inheems Amerikaanse afkomst was; Arridy was van Syrische afkomst. Indertijd was forensisch onderzoek nog geen exacte wetenschap. Advocaat Bernard stelde dat de haren pas werden gevonden op de plaats delict na de arrestatie van Arridy. Hij bepleitte zelfs dat als het het haar van Arridy betrof, dat het niet was gevonden op de plaats delict, maar dat het direct was bemonsterd van Arridy na zijn arrestatie.

###### Getuigenis van sheriff George J. Carroll
Sheriff George J. Carroll werd opgeroepen om te getuigen over zijn verhoor van Arridy. De aanklager Ralph J. Neary vroeg Carroll om te vertellen over de bekentenis van Arridy. Carroll wist het gehele verhoor woord voor woord te reciteren, ook al had hij nooit het verhoor vastgelegd op enige manier. Tijdens de recitatie imiteerde Carroll de stem en het gelimiteerde vocabulaire van Arridy. Carroll wilde de jury ervan overtuigen dat Arridy toerekeningsvatbaar was, terwijl hij eerst claimde dat Arridy zwakzinnig was. Carrolls recitatie ging als volgt:
| Vertaalde recitatie van het door Carolls afgenomen verhoor | Vertaalde recitatie van het door Carolls afgenomen verhoor                           |
| ---------------------------------------------------------- | ------------------------------------------------------------------------------------ |
| Carroll als zichzelf:                                      | "Wel, Joe, je houdt van mooie meisjes, nietwaar?"                                    |
| Carroll als Arridy:                                        | "Ja."                                                                                |
| Carroll als zichzelf:                                      | "Heb je meerdere meisjes gehad in je leven?"                                         |
| Carroll als Arridy:                                        | "Ja."                                                                                |
| Carroll als zichzelf:                                      | "Als je zo van meisjes houdt, waarom heb je deze twee meisjes dan zo'n pijn gedaan?" |
| Carroll als Arridy:                                        | "Dat was niet mijn bedoeling."                                                       |
| Carroll als zichzelf:                                      | "Heb je seksueel contact gehad?"                                                     |
| Carroll als Arridy:                                        | "Ik weet niet wat je bedoelt."                                                       |
| Carroll als zichzelf:                                      | "Wat heb je gedaan met de meisjes?"                                                  |
| Carroll als Arridy:                                        | "Ik heb ze genaaid."                                                                 |

###### Verklaring van Psychiaters en ter dood veroordeling
Advocaat Bernard heeft de drie psychiaters opnieuw laten getuigen. Zij hadden hun standpunt met betrekking tot de mentale gesteldheid van Arridy niet aangepast. Bernard liet zelfs de hoofdbehandelaar van de psychiatrische kliniek Colorado State Home and Training School for Mental Defectives Benjamin Jefferson getuigen. Deze was het eens met de eerder verhoorde psychiaters en stelde dat Arridy niet toerekeningsvatbaar is en incapabel om dergelijke daden te plegen. De jury ging in beraad en kwam na drieënhalfuur terug, zij verklaarde dat Arridy toerekeningsvatbaar was en achtte hem schuldig aan de moorden. Hij werd ter dood veroordeeld middels vergassing.

#### Dodencel

##### Hoofdbewaker Best en een fijne tijd
Na de uitspraak is Arridy overgebracht naar de dodencel. De executiedatum stond gepland op 16 oktober 1937, maar werd verplaatst. De hoofdcipier van de afdeling was Roy Best. Hij stond te boek als een geharde man die weinig compassie toonde naar de terdoodveroordeelde gevangenen, Arridy vormde hierop een uitzondering. Best huurde zelfs een advocaat in voor Arridy, daar hij geloofde in Arridy's onschuld. Deze advocaat was Gail Ireland, die indertijd tot de beste van zijn vakgenoten werd gerekend. Ireland was succesvol in het uitstellen van Arridy's executiedatum, maar heeft niet het vonnis kunnen vernietigen. Arridy heeft uiteindelijk anderhalf jaar doorgebracht in de dodencel. Het was voor hem een plezierige tijd. Best noemde Arridy de gelukkigste dodencelgevangene (Engels: the happiest death row inmate). De andere terdoodveroordeelden waren geduldig in de omgang met Arridy. Hij spendeerde het grootste deel van zijn tijd spelend. Hij poetste zijn metalen bord, om deze als een spiegel te gebruiken, om zo tegen zichzelf te kunnen praten en gekke bekken te trekken, waarmee hij moest lachen. Best gaf hem onder andere kinderboeken met hierin grappige plaatjes. Zijn favoriete speelgoed was echter een opwindbare rode speelgoedauto en een modeltrein van Union Pacific Streamliner die hem waren gegeven door Best en zijn echtgenote. Als de speelgoedauto of de trein bij een andere gevangene de cel binnenreed, stuurde deze het stuk speelgoed dan terug naar Arridy. In december 1938 stond Best toe dat de pers sprak met Arridy. Een reporter noteerde het volgende citaat: "Ik wil hier wonen, samen met hoofdcipier Best." De reporter vroeg Arridy of hij niet liever terug zou gaan naar de kliniek in Grand Junction. Arridy antwoordde, naar verluidt: "Nee, ik wil levenslang krijgen en hier blijven bij hoofdcipier Best. In het tehuis werd ik geslagen door de kinderen… Hier heb ik nooit problemen." 
| Hij zat in zijn cel en trok gekke bekken in het opgepoetste oppervlak van zijn metalen etensbord. … Hij begrijpt niet dat de staat zijn leven wil beëindigen. — Vertaalde passage van onbekende reporter - 4 januari 1937 |

##### Laatste maaltijd
Op 5 januari 1939 vroeg Best aan Arridy wat hij wilde eten als zijn laatste maaltijd. Arridy koos voor roomijs. Diezelfde avond bracht Best hem een doos sigaren en een berg zelfgemaakt snoep. Hij at zoveel dat hij er misselijk door werd en de rest aan de andere gevangenen gaf. De volgende dag werd hij bezocht door zijn moeder. Zijn vader was reeds op 24 februari 1937 overleden. Arridy begreep het verdriet van zijn moeder niet en ging weer terug naar zijn cel, alwaar hij de rest van de dag ongestoord sigaren rookte, roomijs at en speelde met zijn speelgoedtrein.

### Executie
Laat in de avond van 6 januari 1939 wordt Arridy naar de gaskamer begeleid. Kort daarvoor had hij zijn speelgoedtrein aan een medegevangene gegeven. Hij grinnikte terwijl hij werd vastgebonden in de dodenstoel, niet beseffende dat hij weldra zou komen te overlijden. Joe Arridy is 23 jaar oud geworden.
| Hij liep naar zijn dood met het geloof van een kind, en grinnikte terwijl hij werd vastgebonden in de dodenstoel. — Vertaald citaat uit: Daily News - 23-Year-Old 'Child' Dies for Slaying |

### Begraafplaats en pardonnering
Joe Arridy ligt begraven op de begraafplaats Greenwood Cemetery in het zuidwesten van Cañon City, Colorado, aan weerszijden van de South 1st Street. Zijn graf ligt in de gevangenensectie, niet ver van dat van Frank Aguilar. Het graf van Arridy is het enige in deze sectie met een grafzerk. Bezoekers hebben een aantal speelgoedtreintjes achtergelaten bij Arridy's graf. Op 7 januari 2011 werd Arridy onvoorwaardelijk postuum gepardonneerd door Bill Ritter Jr., de toenmalig gouverneur van de Amerikaanse staat Colorado.
| Indertijd vonden talloze mensen het gewetenloos dat de heer Arridy ter dood was veroordeeld. Arridy pardonneren kan deze tragische gebeurtenis in de geschiedenis van Colorado niet ongedaan maken. Doch, het is in het belang van gerechtigheid en eenvoudige degelijkheid om zijn goede naam in ere te herstellen. — Vertaald citaat: Bill Ritter Jr. - Toenmalig gouverneur Colorado - 7 januari 2011 |

## Robert Perske enDeadly Innocence?
Op 1 september 1995 publiceert schrijver en gehandicaptenrechtenvoorvechter Robert Perske zijn boek Deadly Innocence? over de zaak Arridy. Hij wilde de feiten op tafel krijgen met betrekking tot het proces en de vervolging rondom Arridy en ruchtbaarheid geven aan de zaak. Het boek werd matig ontvangen bij het grote publiek, maar werd goed ontvangen bij activisten. Het boek werd ook de aanleiding voor de oprichting van de groep: Friends of Joe Arridy.

## Friends of Joe Arridy
Reeds in 1939 waren er al veel mensen die geloofden in de onschuld van Arridy. Mettertijd, toen steeds duidelijker werd dat er veel haken en ogen zaten aan de strafzaak en de vervolging van Arridy, groeide deze overtuiging bij velen. In 2007 is een groep actief geworden die zichzelf Friends of Joe Arridy noemde. Zij hebben zich sterk gemaakt voor het plaatsen van een degelijke grafzerk op het graf van Arridy. Die zerk is geplaatst in 2009 door de Arc of the Pikes Peak Region, een advocatencollectief dat zich inzet voor de verdediging van gehandicapten. Tot die tijd had er enkel een verroest nummerbord gestaan met daarop het foutieve geboortejaar en zijn naam verkeerd geschreven als: Joe Arady. Friends of Joe Arridy ondersteunde tevens de voorbereidingen van advocaat David A. Martinez voor een petitie om een postume pardonnering van Arridy af te dwingen bij de staat Colorado om hem uiteindelijk te rehabiliteren. Op 7 januari 2011, 72 jaar na de executie, heeft de toenmalig gouverneur van de staat Colorado Bill Ritter Jr., Arridy volledig en onvoorwaardelijk gepardonneerd.

### Links naar biografische artikelen
- (en)  Westword - Joe Arridy Was the Happiest Man on Death Row - Uitgebreid biografisch artikel.
- (en)  Forgotten History - The Murder of Joe Arridy - Uitgebreid biografisch artikel.
- (en)  History of Yesterday - Joe Arridy: Executed by the Law for Something He Didn’t Do - Uitgebreid biografisch artikel